# Evgenij Birjukov
Evgenij Nikolaevič Birjukov (in russo Евгений Николаевич Бирюков?; Kasli, 19 aprile 1986) è un hockeista su ghiaccio russo.

## Palmarès

### Mondiali
- 2 medaglie:
  - 1 oro (Finlandia/Svezia 2012)
  - 1 argento (Repubblica Ceca 2015)